# Eleanor Holm
Eleanor Holm (n. 6 decembrie 1913, New York City, New York, SUA – d. 31 ianuarie 2004, Miami, Florida, SUA) a fost o înotătoare ce a reprezentat Statele Unite ale Americii, medaliată olimpică. A participat la 2 ediții ale Jocurilor Olimpice (1928, 1932) în care a câștigat două medalii de aur.